# اینترکام
اینترکام (انگلیسی: Entercom) شرکت رسانه‌ای آمریکایی است، که در سال ۱۹۶۸ تأسیس شد.